# Aïssa Zehar
Aïssa Zehar est un écrivain algérien né le 13 mars 1899 à Bordj Bou Arreridj et mort le 17 octobre 1963 au même endroit,. Il a notamment écrit Hind à l'âme pure ou l'histoire d'une mère (1942),.